# Трамвай села Молочное

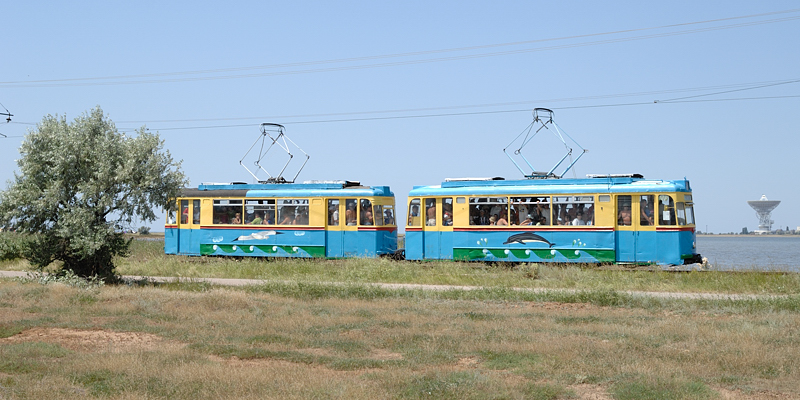
Трамвай в Молочном

Трамвай села Молочное — закрытая трамвайная система, одна из самых маленьких в мире трамвайных систем, работавшая в 1989—2014 годах в расположенном неподалёку от Евпатории селе Молочном.
Была создана в СССР пансионатом «Береговой» для перевозки отдыхающих, однако трамваем могли воспользоваться все желающие, таким образом, он являлся полноценным общественным транспортом.
Предпоследняя трамвайная система, открытая в СССР.

## История
В 1986 году руководство Коростенского отделения Юго-Западной железной дороги в поисках путей оздоровления работников (более 10 тыс. человек) вышло на пансионат «Береговой» возле Евпатории. Несмотря на название, он располагается примерно в полутора километрах от моря, что создавало некоторые трудности, так как отдыхающих на море возили автобусом. Директор пансионата предложила отделению схему долевого участия. Было предложено неординарное решение — пустить трамвай, что в те годы, в условиях бензинового кризиса, было бы спасением.

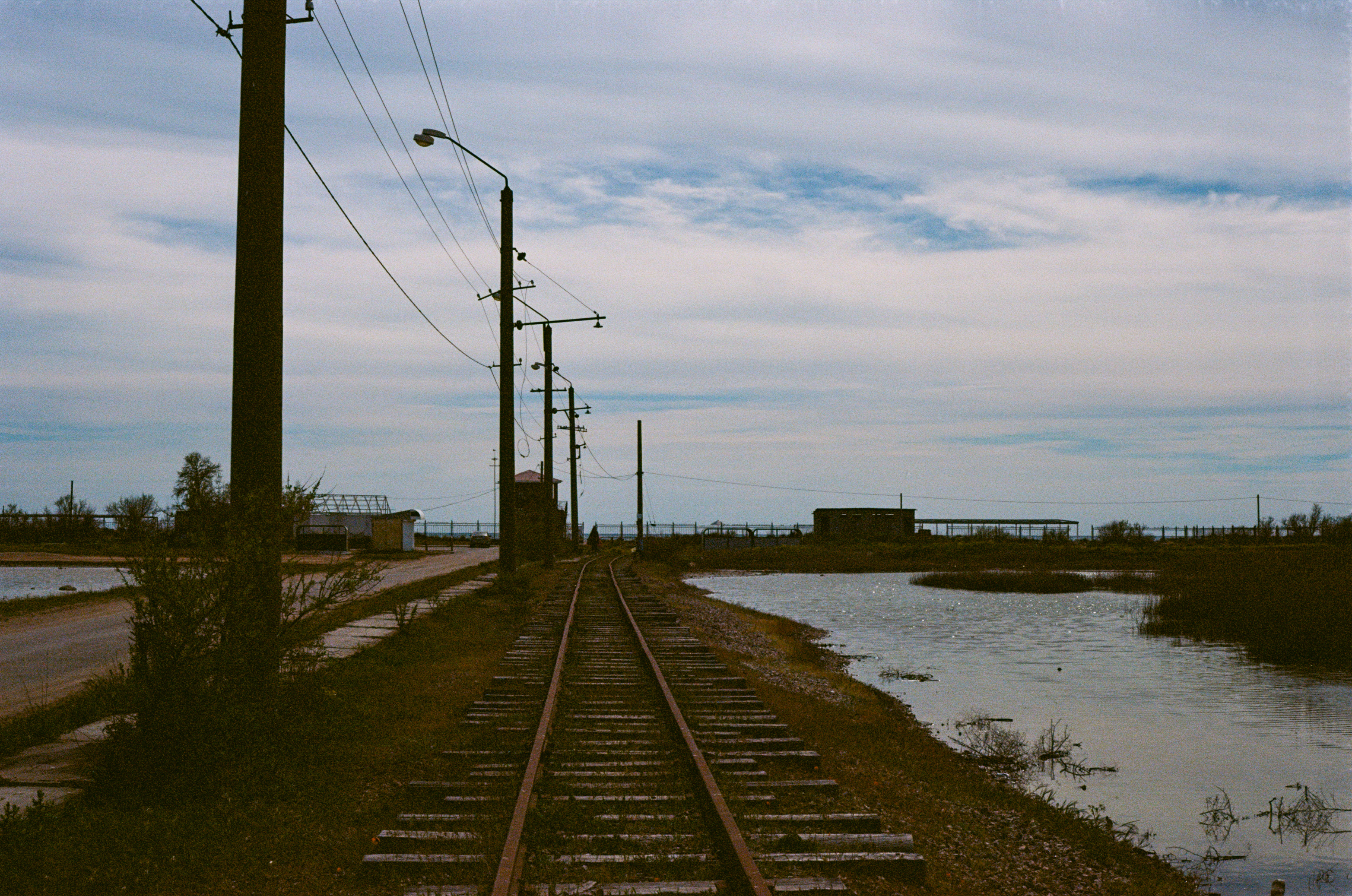
Конечная остановка у моря

Проект трамвайной сети был выполнен в начале 1989 года силами Коростенского отделения дороги, а с марта начались работы. Поставка материалов осуществлялась из Коростеня, контактную сеть и путь строили предприятия Коростенского отделения. Система была открыта 18 августа 1989 года.
В украинский период система работала каждое лето. Открытие движения в 2014 году было задержано до начала августа в связи с уменьшившимся потоком отдыхающих.
Летом 2015 года трамвай не работал в связи с реконструкцией пансионата, который обслуживает эта линия. Но пансионат не заработал и к лету 2017 года.
С момента закрытия линия подвергалась вандализму со стороны местных жителей и охотников за металлом. По данным на апрель 2021 года полностью демонтирована контактная сеть, а также частично вырезаны рельсы. К июлю 2022 года линия заросла. С мая 2024 года часть линии закрыта и находится под охраной, депо опечатано.

## Описание сети

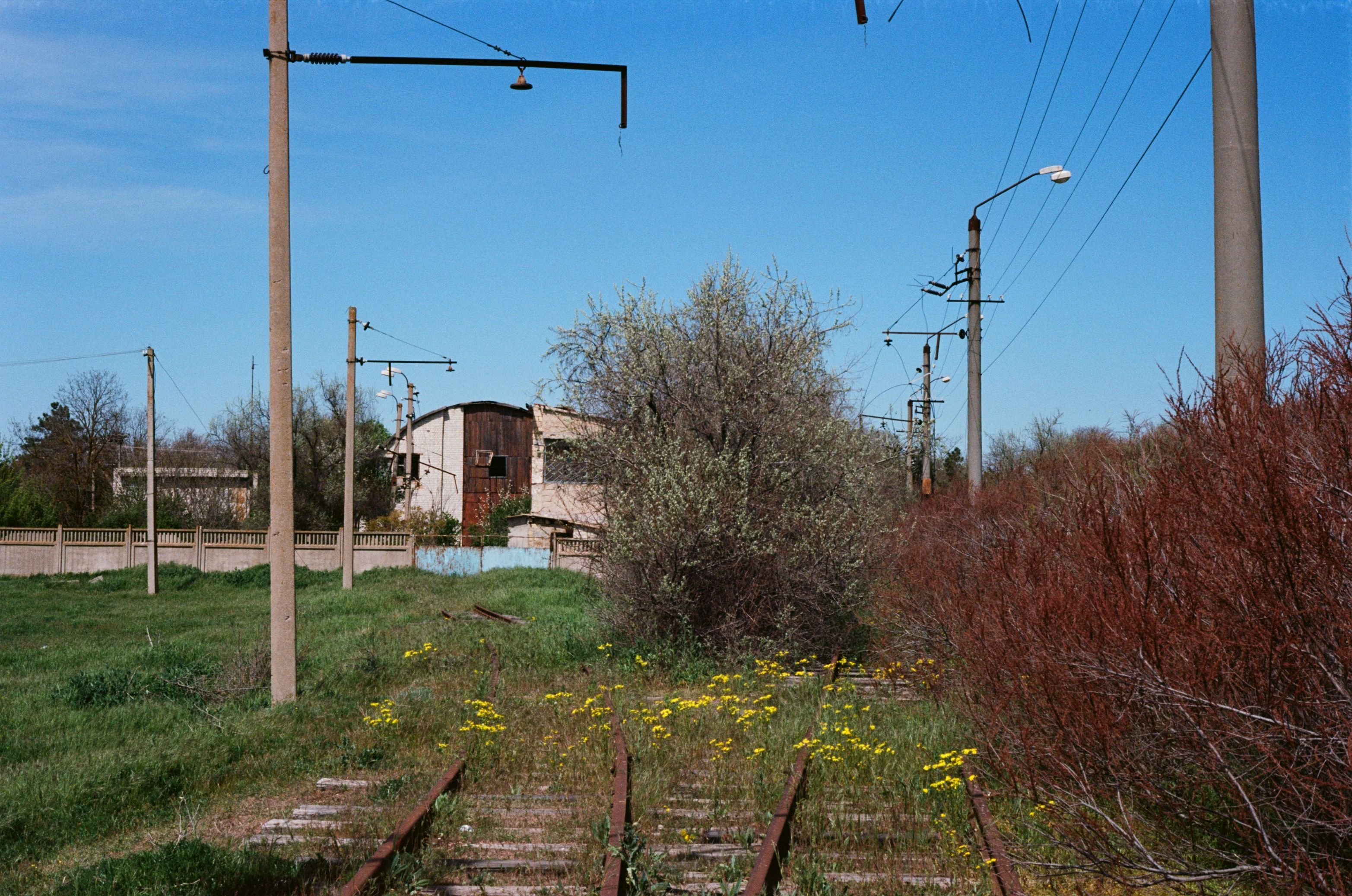
Трамвайный путь и ответвление в депо

Сеть состоит из одноколейной линии длиной примерно в 1,5 км. Линия прямая почти на всём своём протяжении, за исключением изгиба в середине. Линия везде отделена от автомобильной дороги, вдоль которой она проходит; пересечения дороги с трамвайной линией также отсутствуют. Колея узкая — 1000 мм. Имелись две (конечные) остановки — «Молочное» и «Пляж» с платформами для посадки пассажиров (в настоящее время первая заросла, а вторая является автомобильной стоянкой). Депо расположено у конечной «Молочное». Путевое развитие ограничивается одной механической стрелкой на самой линии (ответвление в депо). Ранее в самом депо существовало два пути, с одной стрелкой на территории самого депо, однако в данный момент второй путь разобран.

## Маршрутная сеть и оплата проезда

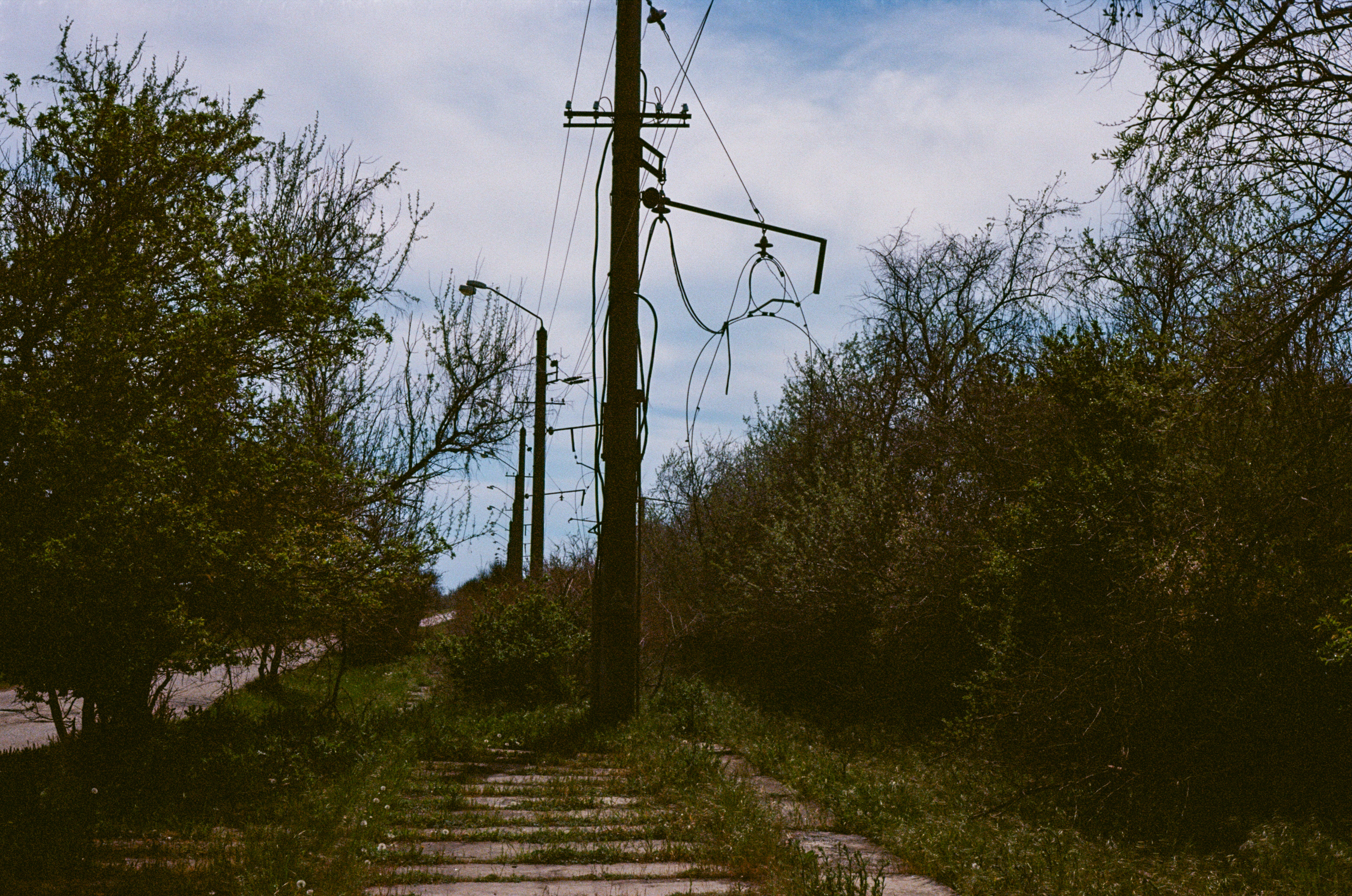
Платформа на конечной остановке у пансионата

Существовал только один маршрут, для обозначения которого в маршрутных окнах трамваев использовался силуэт чайки. Пользовались трамваем в основном отдыхающие из пансионата, для которых эта услуга бесплатна (пансионат платил за проезд отдыхающих из расчёта на четыре поездки в день). Остальные пассажиры оплачивали проезд кондуктору, хотя порой кондуктор в вагоне отсутствовал. Стоимость проезда в 2014 году составляла 7 рублей.

## Подвижной состав
Линия протяженностью 1,5 километра не имела ни одного разъезда или дополнительных путей, поэтому используемые на линии трамваи (один односторонний и один двусторонний) сцеплялись в поезд таким образом, что их кабины направлены в разные стороны. На линии в составе одного поезда работало два двухосных трамвая: с двусторонним выходом: Gotha T57, и с односторонним выходом: Gotha T59E, носящие номера 5 и 20. Эти трамваи были привезены в Молочное из соседней Евпатории. Вагон № 5 до Евпатории успел поработать в Николаеве (там он носил № 414).

## Нереализованные планы
Планировалось продление линии в центр посёлка до автобусной остановки.

### Социальные сети
- Сообщество в «Facebook»